# 60 mètres aux championnats d'Europe d'athlétisme en salle
Pour un article plus général, voir Championnats d'Europe d'athlétisme en salle.
Le 60 mètres fait partie des épreuves inscrites au programme des premiers Championnats d'Europe en salle (Jeux européens en salle de 1966 à 1969). 
Avec sept médailles d'or, l'Ukrainien Valeriy Borzov est l'athlète le plus titré dans cette épreuve. La Néerlandaise Nelli Cooman  détient le record de victoires féminines avec six titres. 
Les records des championnats d'Europe en salle appartiennent chez les hommes au Britannique Dwain Chambers (6 s 42 en 2009), et chez les femmes à Nelli Cooman (7 s 00 en 1986) et Mujinga Kambundji (7 s 00 en 2023).

## Palmarès

### Hommes
| Édition                        | Or                          | Argent                         | Bronze                                     |                         |
| Jeux européens en salle        | Jeux européens en salle     | Jeux européens en salle        | Jeux européens en salle                    | Jeux européens en salle |
| ------------------------------ | --------------------------- | ------------------------------ | ------------------------------------------ | ----------------------- |
| 1966                           | Barrie Kelly (GBR)          | Heinz Erbstößer (GDR)          | Viktor Kasatkin (URS)                      |                         |
| 1967                           | Pasquale Giannattasio (ITA) | Aleksandr Lebedev (URS)        | Viktor Kasatkin (URS)                      |                         |
| 1968                           | Jobst Hirscht (FRG)         | Bob Frith (GBR)                | Günter Gollos (GDR)                        |                         |
| 1969                           | Zenon Nowosz (POL)          | Valeriy Borzov (URS)           | Bob Frith (GBR)                            |                         |
| Championnats d'Europe en salle |                             |                                |                                            |                         |
| 1970                           | Valeriy Borzov (URS)        | Zenon Nowosz (POL)             | Jarkko Tapola (FIN)                        |                         |
| 1971                           | Valeriy Borzov (URS)        | Jobst Hirscht (FRG)            | Manfred Kokot (GDR)                        |                         |
| 1972                           | Valeriy Borzov (URS)        | Aleksandr Kornelyuk (URS)      | Vasilis Papageorgopoulos (GRE)             |                         |
| 1973                           | Zenon Nowosz (POL)          | Manfred Kokot (GDR)            | Raimo Vilén (FIN)                          |                         |
| 1974                           | Valeriy Borzov (URS)        | Manfred Kokot (GDR)            | Aleksandr Kornelyuk (URS)                  |                         |
| 1975                           | Valeriy Borzov (URS)        | Aleksandr Aksinin (URS)        | Zenon Licznerski (POL)                     |                         |
| 1976                           | Valeriy Borzov (URS)        | Vasilis Papageorgopoulos (GRE) | Petar Petrov (BUL)                         |                         |
| 1977                           | Valeriy Borzov (URS)        | Christer Garpenborg (SWE)      | Marian Woronin (POL)                       |                         |
| 1978                           | Nikolay Kolesnikov (URS)    | Petar Petrov (BUL)             | Aleksandr Aksinin (URS)                    |                         |
| 1979                           | Marian Woronin (POL)        | Leszek Dunecki (POL)           | Petar Petrov (BUL)                         |                         |
| 1980                           | Marian Woronin (POL)        | Christian Haas (FRG)           | Aleksandr Aksinin (URS)                    |                         |
| 1981                           | Marian Woronin (POL)        | Vladimir Muravyov (URS)        | Andrey Shlyapnikov (URS)                   |                         |
| 1982                           | Marian Woronin (POL)        | Valentin Atanasov (BUL)        | Bernard Petitbois (FRA)                    |                         |
| 1983                           | Stefano Tilli (ITA)         | Christian Haas (GER)           | Valentin Atanasov (BUL)                    |                         |
| 1984                           | Christian Haas (GER)        | Antonio Ullo (ITA)             | Ronald Desruelles (BEL)                    |                         |
| 1985                           | Mike McFarlane (GBR)        | Antoine Richard (FRA)          | Ronald Desruelles (BEL)                    |                         |
| 1986                           | Ronald Desruelles (BEL)     | Steffen Bringmann (GDR)        | Bruno Marie-Rose (FRA)                     |                         |
| 1987                           | Marian Woronin (POL)        | Pierfrancesco Pavoni (ITA)     | František Ptáčník (TCH) Antonio Ullo (ITA) |                         |
| 1988                           | Linford Christie (GBR)      | Ronald Desruelles (BEL)        | Valentin Atanasov (BUL)                    |                         |
| 1989                           | Andreas Berger (AUT)        | Matthias Schlicht (FRG)        | Michael Rosswess (GBR)                     |                         |
| 1990                           | Linford Christie (GBR)      | Pierfrancesco Pavoni (ITA)     | Jiří Valík (TCH)                           |                         |
| 1992                           | Jason Livingston (GBR)      | Vitaliy Savin (EUN)            | Michael Rosswess (GBR)                     |                         |
| 1994                           | Colin Jackson (GBR)         | Alexandros Terzian (GRE)       | Michael Rosswess (GBR)                     |                         |
| 1996                           | Marc Blume (GER)            | Jason John (GBR)               | Peter Karlsson (SWE)                       |                         |
| 1998                           | Angelos Pavlakakis (GRE)    | Jason Gardener (GBR)           | Stéphane Cali (FRA)                        |                         |
| 2000                           | Jason Gardener (GBR)        | Georgios Theodoridis (GRE)     | Angelos Pavlakakis (GRE)                   |                         |
| 2002                           | Jason Gardener (GBR)        | Mark Lewis-Francis (GBR)       | Anatoliy Dovhal (UKR)                      |                         |
| 2005                           | Jason Gardener (GBR)        | Ronald Pognon (FRA)            | Kostyantyn Vasyukov (UKR)                  |                         |
| 2007                           | Jason Gardener (GBR)        | Craig Pickering (GBR)          | Ronald Pognon (FRA)                        |                         |
| 2009                           | Dwain Chambers (GBR)        | Fabio Cerutti (ITA)            | Emanuele Di Gregorio (ITA)                 |                         |
| 2011                           | Francis Obikwelu (POR)      | Dwain Chambers (GBR)           | Christophe Lemaitre (FRA)                  |                         |
| 2013                           | Jimmy Vicaut (FRA)          | James Dasaolu (GBR)            | Michael Tumi (ITA)                         |                         |
| 2015                           | Richard Kilty (GBR)         | Christian Blum (GER)           | Julian Reus (GER)                          |                         |
| 2017                           | Richard Kilty (GBR)         | Jan Volko (SVK)                | Austin Hamilton (SWE)                      |                         |
| 2019                           | Ján Volko (SVK)             | Emre Zafer Barnes (TUR)        | Joris van Gool (NED)                       |                         |
| 2021                           | Marcell Jacobs (ITA)        | Kevin Kranz (GER)              | Ján Volko (SVK)                            |                         |
| 2023                           | Samuele Ceccarelli (ITA)    | Marcell Jacobs (ITA)           | Henrik Larsson (SWE)                       |                         |
| 2025                           | Jeremiah Azu (GBR)          | Henrik Larsson (SWE)           | Andrew Robertson (GBR)                     |                         |

### Femmes
| Édition                        | Or                         | Argent                     | Bronze                       |                         |
| Jeux européens en salle        | Jeux européens en salle    | Jeux européens en salle    | Jeux européens en salle      | Jeux européens en salle |
| ------------------------------ | -------------------------- | -------------------------- | ---------------------------- | ----------------------- |
| 1966                           | Margit Nemesházi (HUN)     | Galina Mitrokhina (URS)    | Mary Rand (GBR)              |                         |
| 1967                           | Margit Nemesházi (HUN)     | Karin Wallgren (SWE)       | Galina Bukharina (URS)       |                         |
| 1968                           | Sylviane Telliez (FRA)     | Erika Rost (FRG)           | Hannelore Trabert (FRG)      |                         |
| 1969                           | Irena Szewińska (POL)      | Sylviane Telliez (FRA)     | Madeleine Cobb (GBR)         |                         |
| Championnats d'Europe en salle |                            |                            |                              |                         |
| 1970                           | Renate Meissner (GDR)      | Sylviane Telliez (FRA)     | Wilma van den Berg (NED)     |                         |
| 1971                           | Renate Stecher (GDR)       | Sylviane Telliez (FRA)     | Annegret Irrgang (FRG)       |                         |
| 1972                           | Renate Stecher (GDR)       | Annegret Richter (FRG)     | Sylviane Telliez (FRA)       |                         |
| 1973                           | Annegret Richter (FRG)     | Petra Kandarr (GDR)        | Sylviane Telliez (FRA)       |                         |
| 1974                           | Renate Stecher (GDR)       | Andrea Lynch (GBR)         | Irena Szewińska (POL)        |                         |
| 1975                           | Andrea Lynch (GBR)         | Monika Meyer (GDR)         | Irena Szewińska (POL)        |                         |
| 1976                           | Linda Haglund (SWE)        | Sonia Lannaman (GBR)       | Elvira Possekel (FRG)        |                         |
| 1977                           | Marlies Oelsner (GDR)      | Lyudmila Storozhkova (URS) | Rita Bottiglieri (ITA)       |                         |
| 1978                           | Marlies Oelsner (GDR)      | Linda Haglund (SWE)        | Lyudmila Storozhkova (URS)   |                         |
| 1979                           | Marlies Göhr (GDR)         | Marita Koch (GDR)          | Lyudmila Storozhkova (URS)   |                         |
| 1980                           | Sofka Popova (BUL)         | Linda Haglund (SWE)        | Lyudmila Kondratyeva (URS)   |                         |
| 1981                           | Sofka Popova (BUL)         | Linda Haglund (SWE)        | Marita Koch (GDR)            |                         |
| 1982                           | Marlies Göhr (GDR)         | Sofka Popova (BUL)         | Wendy Hoyte (GBR)            |                         |
| 1983                           | Marlies Göhr (GDR)         | Silke Gladisch (GDR)       | Marisa Masullo (ITA)         |                         |
| 1984                           | Beverly Kinch (GBR)        | Anelia Nuneva (BUL)        | Nelli Cooman (NED)           |                         |
| 1985                           | Nelli Cooman (NED)         | Marlies Göhr (GDR)         | Heather Oakes (GBR)          |                         |
| 1986                           | Nelli Fiere-Cooman (NED)   | Marlies Göhr (GDR)         | Silke Gladisch (GDR)         |                         |
| 1987                           | Nelli Fiere-Cooman (NED)   | Anelia Nuneva (BUL)        | Marlies Göhr (GDR)           |                         |
| 1988                           | Nelli Fiere-Cooman (NED)   | Silke Gladisch (GDR)       | Marlies Göhr (GDR)           |                         |
| 1989                           | Nelli Fiere-Cooman (NED)   | Laurence Bily (FRA)        | Sisko Hanhijoki (FIN)        |                         |
| 1990                           | Ulrike Sarvari (FRG)       | Laurence Bily (FRA)        | Nelli Fiere-Cooman (NED)     |                         |
| 1992                           | Zhanna Tarnopolskaya (EUN) | Anelia Nuneva (BUL)        | Nadezhda Roshchupkina (EUN)  |                         |
| 1994                           | Nelli Cooman (NED)         | Melanie Paschke (GER)      | Patricia Girard (FRA)        |                         |
| 1996                           | Ekaterini Thanou (GRE)     | Odiah Sidibé (FRA)         | Jerneja Perc (SVN)           |                         |
| 1998                           | Melanie Paschke (GER)      | Frederique Bangue (FRA)    | Odiah Sidibé (FRA)           |                         |
| 2000                           | Ekaterini Thanou (GRE)     | Petya Pendareva (BUL)      | Irina Pukha (UKR)            |                         |
| 2002                           | Kim Gevaert (BEL)          | Marina Kislova (RUS)       | Georgia Kokloni (GRE)        |                         |
| 2005                           | Kim Gevaert (BEL)          | Yeoryia Kokloni (GRE)      | Maria Karastamati (GRE)      |                         |
| 2007                           | Kim Gevaert (BEL)          | Yevgeniya Polyakova (RUS)  | Daria Onyśko (POL)           |                         |
| 2009                           | Yevgeniya Polyakova (RUS)  | Ezinne Okparaebo (NOR)     | Verena Sailer (GER)          |                         |
| 2011                           | Olesya Povh (UKR)          | Mariya Ryemyen (UKR)       | Ezinne Okparaebo (NOR)       |                         |
| 2013                           | Mariya Ryemyen (UKR)       | Ivet Lalova (BUL)          | Myriam Soumaré (FRA)         |                         |
| 2015                           | Dafne Schippers (NED)      | Dina Asher-Smith (GBR)     | Verena Sailer (GER)          |                         |
| 2017                           | Asha Philip (GBR)          | Olesya Povh (UKR)          | Ewa Swoboda (POL)            |                         |
| 2019                           | Ewa Swoboda (POL)          | Dafne Schippers (NED)      | Asha Philip (GBR)            |                         |
| 2021                           | Ajla Del Ponte (SUI)       | Lotta Kemppinen (FIN)      | Jamile Samuel (NED)          |                         |
| 2023                           | Mujinga Kambundji (SUI)    | Ewa Swoboda (POL)          | Daryll Neita (GBR)           |                         |
| 2025                           | Zaynab Dosso (ITA)         | Mujinga Kambundji (SUI)    | Patrizia van der Weken (LUX) |                         |

## Records des championnats

### Hommes
| Temps  | Athlète        | Lieu  | Date        |
| ------ | -------------- | ----- | ----------- |
| 6 s 42 | Dwain Chambers | Turin | 7 mars 2009 |

### Femmes
| Temps  | Athlète           | Lieu     | Date            |
| ------ | ----------------- | -------- | --------------- |
| 7 s 00 | Nelli Cooman      | Madrid   | 23 février 1986 |
| 7 s 00 | Mujinga Kambundji | Istanbul | 3 mars 2023     |